# ليفيو يونوت ميهاي
ليفيو يونوت ميهاي (بالرومانية: Liviu Ionuț Mihai)‏ هو لاعب كرة قدم روماني في مركز الوسط، ولد في 12 مارس 1988 في كونستانتسا في رومانيا. لعب مع نادي أسترا جورجو ونادي بترولول بلويشتي ونادي بوليتكنيكا ياش.

## وصلات خارجية
- ليفيو يونوت ميهاي على موقع Soccerway.com (الإنجليزية)